# Indiai leopárd
Az indiai leopárd vagy ázsiai leopárd (Panthera pardus fusca) a ragadozók (Carnivora) rendjébe és a macskafélék (Felidae) családjába tartozó leopárd (Panthera pardus) egy alfaja, amely az Indiai szubkontinens területén széleskörben megtalálható.

## Elterjedése
Indiában, Nepálban, Bhutánban, Bangladesben és Pakisztánban fordul elő. Elterjedési területe nagyjából egybeesik az indiai szubkontinensével; nyugaton az Indus a perzsa leopárd (P. l. ciscaucasica), keleten a Gangesz és a Brahmaputra alsó folyása az indokínai leopárd (P. l. delacouri) területétől választja el, északon a Himalájában 2500 méteres magasságáig terjed, ahol a hópárduc (Panthera uncia) elterjedésével határos.
A trópusi esőerdőktől a száraz lombhullató erdőkön keresztül a tűlevelű erdőkig változatos élőhelyeken megél, a Szundabaransz mangroveerdeiben azonban nem.

## Életmódja
Magányos és éjjeli állat. Oppurtunista ragadozó széleskörű étrenddel. Zsákmányai között szerepel a pettyes szarvas, számbárszarvas, nilgau, vaddisznó, langur, indiai nyúl és a páva.

## Természetvédelmi helyzete
Legfőképp az orvvadászat, valamit az ember térhódítása miatti élettércsökkenés és populációinak felaprózódása veszélyezteti. Az emberek által sűrűn lakott mezőgazdasági területeken a prédaállatok számának csökkenése miatt a leopárdok háziállatok zsákmányolására kényszerülnek, ezért egyre nagyobb számban mérgezik, csapdázzák és lövik ki őket.

## Képek
|  |  |  |  |  |  |

## Fordítás
Ez a szócikk részben vagy egészben  az   Indian Leopard című angol Wikipédia-szócikk fordításán alapul.  Az eredeti cikk szerkesztőit annak laptörténete sorolja fel. Ez a jelzés csupán a megfogalmazás eredetét és a szerzői jogokat jelzi, nem szolgál a cikkben szereplő információk forrásmegjelöléseként.